# نقشه‌های خودسازمان‌دهنده

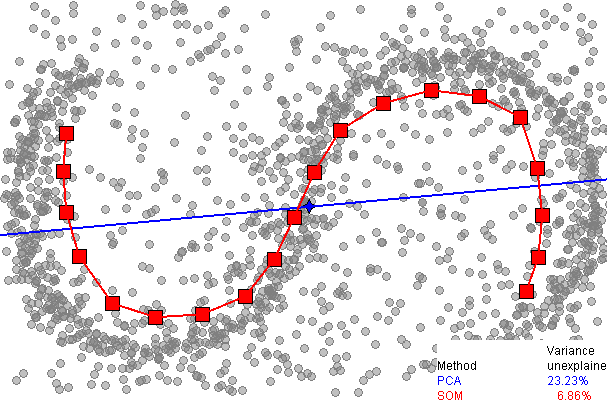
تصویری از نقشه خودسازمان دهنده

نقشه‌های خودسازمان‌دهنده (SOM) یا نقشه ویژگی‌های خود سازمان دهنده (SOFM) یا شبکه‌های عصبی خودسازمان دهنده یک روش مصورسازی داده‌‌هااست که توسط پروفسور «توو کوهونن» اختراع شده است. در این روش ابعاد داده‌ها را از طریق کاربرد شبکه عصبی خودسازمان‌دهنده کاهش می‌دهند. مسئله‌ای که مصورسازی داده‌ها سعی در حل آن دارد این است که مغز انسان به سادگی نمی‌تواند داده‌های با ابعاد زیاد را تجسم کند، روش‌هایی برای کمک به درک این داده‌ها وجود دارد. هدف اصلی این تکنیک کاهش ابعاد داده‌ها به یک یا دو بعد است. به این روش شبکه‌های عصبی خودسازمان‌دهنده نیز می‌گویند، زیرا در واقع زیرمجموعه روش شبکه عصبی مصنوعی است.

## انواع
این شبکه‌ها دو نوع هستند:
1. شبکه‌های خودسازمان‌ده دارای وزن ثابت
2. کوهونن شبکه‌ای طراحی کرد که تنها پارامتر معلوم آن نرون‌های ورودی است در حالی که وزن‌ها و نرون‌های خروجی به عنوان پارامترهای مجهولی هستند که باید پیدا شوند.